# Казанская церковь (Иркутск)
Каза́нская це́рковь (Богоро́дице-Ирку́тская церковь, «Но́вый» Казанский собор) — православный храм в городе Иркутске. Расположен в предместье Рабочее Правобережного административного округа. Освящён во имя Казанской иконы Божией Матери.

## История
По одной из версий инициатором постройки был золотопромышленник и меценат Александр Сибиряков, который обратился с просьбой о пожертвованиях на храм к иркутским купцам.
Закладка здания церкви прошла 27 июля 1885 года в Ремесленной слободе. В 11 часов утра от Иркутского Казанского кафедрального собора пошёл крестный ход. Освящение совершил архиепископ Вениамин.
На конец 1886 года на построение храма меценатом Сибиряковым было собрано 1 500 рублей пожертвований, Немчиновым — 1 000 руб., Медведниковым — 500 руб., Трапезниковым — 3 000 руб., Демидовым — наличными 15 256 руб. и билетами 3 000 рублей.
9 апреля 1892 года преосвященным епископом Макарием совершено освящение церкви. Правый придел во имя святого Николая Чудотворца освящён за ранней литургией кафедральным протоиереем. Главный алтарь церкви освящён в честь Казанской иконы Божией Матери; в память Святителя Николая посвятили правый придел, а левый — местному святому Иннокентию, епископу Иркутскому. Автор проекта церкви в документах не сохранился, но известно что, оценку проекту давал архитектор барон Розен. Внутренние росписи храма выполнены иркутскими мастерами. Колокола были отлиты в Ярославле (самый большой был весом в 358,5 пуда). Церковь и ограда были окрашены красной краской, купола и решётки покрасили в зелёный цвет. Церковь была окружена каменной оградой с ажурными решетками. Позже с западной стороны пристроили ярусную колокольню. В основе храма лежит тетраконх, центральный и боковые объёмы которого увенчаны главами, четыре шатровые главы поставлены по диагонали вокруг центрального двенадцатигранного барабана. Полную симметричность нарушает только колокольня.
После 1917 года церковь оставалась действующей до середины 1930-х. В 1936 году власти церковь закрыли. Позже здесь был устроены то склады, то завод "Сибирский сувенир"; здание не раз горело. 4 февраля 1975 года решением Облисполкома за № 68 Казанская церковь была включена в объекты государственной охраны. В 1988 году началась реставрация храма. Проект данной реставрации был создан архитектором иркутских реставрационных мастерских Л.И. Гуровой. Реставрация проводилась за счёт добровольных пожертвований жителей и организаций Иркутска. На начало XXI века церковь восстановлена в первоначальном виде. Иконостас в церкви высотой 12 метров. Сейчас храм приобрёл статус кафедрального собора Иркутской и Ангарской митрополии.